# Patrik Sinkewitz
Patrik Sinkewitz (* 20. Oktober 1980 in Fulda) ist ein ehemaliger deutscher Radrennfahrer. Er wurde zweimal wegen Dopings gesperrt, 2017 wurde seine Sperre wegen Verstosses gegen das über ihn verhängte Startverbot bis 2024 verlängert.

## Karrierebeginn
Patrik Sinkewitz begann mit dem Straßenradsport beim RC07 Fulda. Später fuhr er für das TEAG Team Köstritzer, bei dem er vom dreifachen Bahnweltmeister Gerald Mortag trainiert wurde.
Im Jahr 2001 wechselte er zur italienischen GS1-Mannschaft Mapei-Quickstep. Nach Auflösung dieses Teams wechselte Sinkewitz wie viele andere Teammitglieder zur belgischen Nachfolgemannschaft Quickstep-Davitamon. Seinen größten Erfolg erzielte er in dieser Zeit: Er gewann die Deutschland Tour 2004, bei der er sich unter anderem gegen Jan Ullrich durchsetzte, als er auf der Königsetappe von Wangen im Allgäu nach St. Anton am Arlberg das Gelbe Trikot übernahm und es bis zum Ende der Deutschland-Tour im Zielort Leipzig nicht mehr abgab. Im Anschluss daran belegte er bei der Tour de Suisse den siebten Platz.
Von 2006 bis 2007 fuhr er im T-Mobile Team. Für dieses Team fuhr er 2006 seine erste Tour de France und war als Helfer daran beteiligt, dass Andreas Klöden Gesamtzweiter wurde. Sinkewitz belegte den 23. Rang im Endklassement. Im Jahr 2007 gewann er das Frankfurter Eintagesrennen Rund um den Henninger-Turm.
Nach der 8. Etappe der Tour de France 2007 am 15. Juli kollidierte Patrik Sinkewitz bei der Fahrt zu seinem Hotel in Tignes mit einem Zuschauer. Sinkewitz musste danach wegen mehrerer Gesichtsfrakturen sowie Verletzungen an Schulter und Knien die weitere Teilnahme an der Tour aufgeben. Der Zuschauer wurde ebenfalls schwer verletzt, lag im Koma und schwebte zeitweise in Lebensgefahr.

## Erste Dopingsperre
Im Jahr 2000 versuchte der an der Uniklinik Freiburg arbeitende Sportmediziner Georg Huber, bei dem Weltradsportverband UCI eine Ausnahmegenehmigung für Sinkewitz' erhöhte Hämatokritwerte zu erlangen. Dies wurde abgelehnt. Noch im selben Jahr ergab sich bei Sinkewitz ein positiver Dopingbefund. Ursächlich war das Lokalanästhetikum Benzocain. Huber erklärte den Befund mit dem Einsatz von Lutschtabletten, die auf Grund einer Racheninfektion eingenommen wurden. Diese Erklärung wurde vom Bund Deutscher Radfahrer (BDR) ohne weitere Nachfragen akzeptiert.
Am 18. Juli 2007 gab der Bund Deutscher Radfahrer (BDR) bekannt, dass bei Sinkewitz in der A-Probe einer unangemeldeten Trainingskontrolle in den Pyrenäen am 8. Juni 2007 ein deutlich erhöhter Testosteron-Epitestosteron-Quotient festgestellt worden sei, da der Grenzwert von 4:1 mit einem Wert von 24:1 deutlich überschritten wurde. Der BDR war am selben Tag von der Nationalen Anti-Doping-Agentur NADA über den positiven Dopingbefund informiert worden. Das T-Mobile Team suspendierte Sinkewitz daraufhin. Als Konsequenz aus diesem Dopingvorwurf zogen sich die öffentlich-rechtlichen Sender Das Erste und ZDF von der Live-Berichterstattung der Tour zurück, Sat.1 übernahm am Tag darauf die Übertragung.
Am 31. Juli 2007 gestand Patrik Sinkewitz, mit dem Medikament „Testogel“ der Firma Jenapharm gedopt zu haben, und verzichtete auf die Öffnung der B-Probe. Sein Radsportteam entließ ihn daraufhin. Ihm drohte eine zweijährige Sperre. Aufgrund seines Geständnisses und seiner Mitarbeit bei der Aufklärung der Dopingaffäre wurde er jedoch nur für ein Jahr gesperrt.

## Comeback und erneute Sperre
Für die Saison 2009 unterschrieb Sinkewitz nach Ablauf seiner Sperre einen Einjahresvertrag bei dem tschechischen Professional Continental Team PSK-Whirlpool-Author. Sinkewitz veröffentlichte auf seiner persönlichen Webseite die Ergebnisse seiner durch die UCI veranlassten Blutkontrollen, was vom Straßenradsportler Markus Fothen, der Mountainbike-Olympiasiegerin Sabine Spitz und dem Darmstädter Sportsoziologen Karl-Heinz Bette als „Show“ bzw. „Symbolpolitik“ kritisiert wurde.
Im Jahr 2010 gelang Sinkewitz als Mitglied des Teams ISD-Neri beim Eintagesrennen beim Giro di Romagna der bedeutendste Sieg seit seinem Comeback.
Am 18. März 2011 wurde bekannt, dass Sinkewitz am 27. Februar desselben Jahres erneut positiv getestet wurde. In einer Blutkontrolle wurden nach Angaben des Weltradsportverbands UCI Wachstumshormone nachgewiesen. Sinkewitz wurde vorläufig suspendiert. Als Wiederholungstäter drohte ihm eine lebenslange Suspendierung. Am 19. Juni 2012 wurde Sinkewitz allerdings vom Deutschen Sportschiedsgericht (DIS) vom Vorwurf des Dopings freigesprochen und seine Suspendierung wurde aufgehoben. Das Sportgericht führte aus, die durch die Welt-Anti-Doping-Agentur festgelegten Grenzwerte für das Hormon hGH seien nicht hinreichend verlässlich.
Gegen den Dopingfreispruch von 2012 legte die Nationale Anti Doping Agentur NADA Einspruch beim Internationalen Sportgerichtshof (CAS) ein. Dieser sperrte Sinkewitz durch Urteil vom 24. Februar 2014 für acht Jahre und folgte dabei der Beweisführung der NADA, dass das künstliche Wachstumshormon recGH in Sinkewitz Blutprobe nachweisbar gewesen sei.
Ende 2017 wurde Sinkewitz Dopingsperre von der UCI um weitere vier Jahre bis 2024 verlängert, da er trotz Sperre im Juli 2017 am Jedermannrennen Giro delle Dolomiti teilgenommen hatte.

## Erfolge
2000
- Gesamtwertung Internationale Thüringen Rundfahrt

2001
- Nachwuchswertung Niedersachsen-Rundfahrt

2002
- GP Winterthur

2003
- Deutsche Straßenmeisterschaften

2004
- Gesamtwertung und eine Etappe Deutschland Tour
- Japan Cup

2006
- eine Etappe 3-Länder-Tour

2007
- Rund um den Henninger-Turm
- Deutsche Straßenmeisterschaften

2009
- Gesamtwertung und eine Etappe Sachsen-Tour
- eine Etappe Volta a Portugal

2010
- Mannschaftszeitfahren Brixia Tour
- Giro di Romagna

2013
- eine Etappe Istrian Spring Trophy
- Gesamtwertung und zwei Etappen Settimana Ciclistica Lombarda